# Walter Sjöblom
Henrik Walter Sjöblom, född 26 september 1866 i Fredrikshamn, död 16 februari 1956 i Mariehamn, var en finländsk pedagog och publicist.
Sjöblom blev filosofie magister 1890. Han var 1897–1903 rektor för svenska samskolan i Kristinestad och gjorde dessutom en journalistisk insats genom att grunda den kortlivade Kristinestads Tidning. Under sin österbottniska sejour skrev han också Kristinestads historia, som utgavs 1915. Från 1903 var Sjöblom verksam på Åland, först vid realläroverket i Mariehamn och 1919–1932 som äldre lektor i svenska vid Ålands lyceum. Han var även skolans prorektor.
I det åländska samhället blev den radikale svenskhetsförkämpen Sjöblom en central kulturpersonlighet. Han skrev Mariehamns stads historia i två delar (1911, 1934), tog initiativ till Ålands turistförening och utgav den första utförliga turistguiden, Åland (1926). Han hörde till "Ålandskungen" Julius Sundbloms nära vänner och skrev ofta ledare i tidningen Åland under 1910- och 1920-talen.